# Tezozomoc

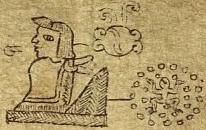
Tezozomoc Yacateteltetl

Tezozomoc Yacateteltetl (ook wel Tezozómoc, Tezozomoctli, Tezozomoctzin) werd geboren in 1320 en was een Tepaneekse leider die heerste over de altepetl (etnische staat) van Azcapotzalco in het jaar Vijf Riet (1367) of Acht Konijn (1370) tot zijn dood in Twaalf Konijn (1426). Geschiedschrijvers schreven in het begin van de vroeg koloniale periode een portret dat Tezozomoc omschreef als een militair en politiek genie die de expansie overzag van de Tepanekse invloed, van Azcapotzalco's dominantie in the Dal van Mexico en verder.
Hij werd door Fernando de Alva Cortés Ixtlilxochitl omschreven als een tiran en: "de slechtste man die ooit heeft geleefd, trots, oorlogszuchtig en dominant. En hij was zo oud, dat blijkt uit wat te zien is in de geschiedenis, en wat oudere prinsen mij vertelde, dat ze hem ronddroegen als een kind gehuld in veren en zachte huiden; zij droegen hem altijd naar de zon om op te warmen, en in de nacht sliep hij tussen twee grote kachels en hij trok zich nooit terug uit hun gloed want hij kon niet tegen natuurlijke warmte. En hij was erg temperament in zijn eet- en drinkpatroon en hierdoor leefde hij zo lang."
Volgens de Crónica mexicáyotl, had Tezozomoc vijf zonen, hij maakte ze alle vijf tlatoque (heersers):
1. Aculnahuacatl Tzaqualcatl, die werd geïnstalleerd als heerser over Tlacopan.
2. Quaquapitzahuac, die werd geïnstalleerd als heerser over Tlatelolco.
3. Epcoatl, die werd geïnstalleerd als heerser over Atlacuihuayan.
4. Tzihuactlayahuallohuatzin, die werd geïnstalleerd als heerser over Tiliuhcan.
5. Maxtla, die werd geïnstalleerd als heerser over Coyoacan.[4]

Toen Tezozomoc in het jaar Twaalf Konijn (1426) stierf, greep zijn zoon Maxtla de macht in Azcapotzalco, en liet de heerschappij over Coyoacan na aan zijn zoon Tecollotzin.

## Notities
1. ↑  Chimalpahin (1997): pp. 228–229.
2. ↑  Chimalpahin (1997): pp. 210–211
3. ↑  Chimalpahin (1997): pp. 126–127, 230–231.
4. ↑  Chimalpahin (1997): pp. 126–129.
5. ↑  Chimalpahin (1997): pp. 128–129, 230–231.